# 水藤朋彦
水藤 朋彦（みずふじ ともひこ）は日本の小説家・ライトノベル作家。2008年12月デビュー。

## 主な作品
- ラドウィンの冒険（絵菊池政治、『電撃文庫』アスキー・メディアワークス） ISBN 978-4-04-867431-7
- 砂上の剣 イーハの少年剣士（絵KEG、『メディアワークス文庫』アスキー・メディアワークス） ISBN 978-4-04-870698-8